# Tubulipora pacifica
Tubulipora pacifica är en mossdjursart som beskrevs av Robertson 1910. Tubulipora pacifica ingår i släktet Tubulipora och familjen Tubuliporidae. Inga underarter finns listade i Catalogue of Life.